# Nicolas Frémery
Nicolas Frémery est un sculpteur français actif au XVIIe siècle et mort après 1687.

## Œuvre
Nicolas Frémery obtient en 1680 le second prix de sculpture de l'Académie de France à Rome ; il séjourne trois ans à Rome en compagnie des sculpteurs Jean Joly, Nicolas Coustou et Jean-Baptiste Gois.
Nicolas Fréméry y réalise des copies en marbre de statues antiques, classiques et hellénistiques, notamment de la Vénus de Médicis et de l'Apollino (ou Apollon de Florence, dit aussi Apollon Lycien)
, ; cette pratique de la copie est l'élément essentiel de l’apprentissage des artistes pensionnés par le roi, qui ne réalisent quasiment pas d’œuvres d’invention.
Il a sculpté en 1684 deux statues en marbre pour les jardins du château de Versailles : 
- Faustine, représentant l'impératrice romaine Faustine la Jeune, installée dans la demi-lune arborée du bassin de Neptune, en arrière de la partie engazonnée ; elle est installée en pendant de la statue de Bérénice par François Lespingola et ces deux statues encadrent le groupe sculpté La Renommée du Roi de Domenico Guidi[2].
- Uranie du Capitole, installée sur les rampes de parterre de Latone ; la statue est ainsi décrite dans l'Estat présant des figures en 1686 : « Hurany est la figure d’une jeune femme regardante à droite, et de la même main tiente une lunette d’aproche, et de l’autre main un papier où sont escrit les signes des zodiaques. Faite par le sr Fremery, pentionnaire du roy. Elle a de haut 7 pieds »[5].

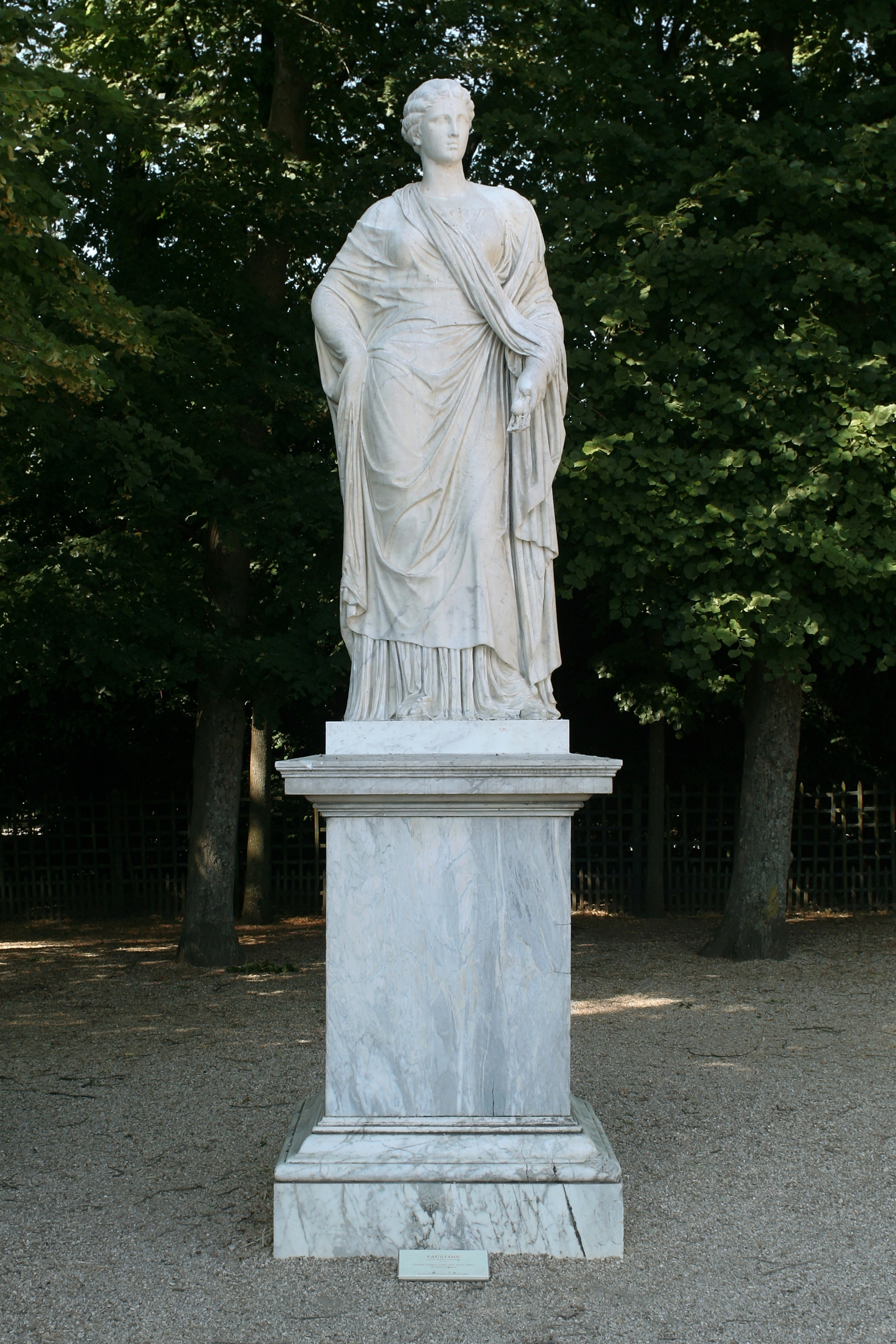
Faustine